# Anna Bergenström
Anna Nora Lena Gullmarsdotter Bergenström, under en tid Bergenström Peterson, född 15 februari 1940 i Oscars församling i Stockholm, är en svensk matskribent och författare. 
Hon är dotter till direktören Gullmar Bergenström och matskribenten Pernilla Tunberger, ogift Zätterström, samt syster till journalisten Johan Tunberger och moster till manusförfattaren Pernilla Oljelund. Hennes morfar är grosshandlaren Gotthard Zätterström.
Hon har skrivit i Damernas värld, Tidningen Vi, och var i många år matskribent på Dagens Nyheter. Hon har skrivit flera böcker, ibland tillsammans med dottern Fanny Bergenström som fotograferar och också medverkar med text och recept. Bergenström tilldelades professors namn 2002. 
Åren 1959–1963 var hon gift med litteraturvetaren Bo Georgii-Hemming (född 1938) och 1966–1988 med fotografen Nisse Peterson (född 1943), son till byrådirektören Nils Peterson och Ingrid, ogift Welin.